# Кандийохай (тауншип, Миннесота)
Кандийохай (англ. Kandiyohi) — тауншип в округе Кандийохай, Миннесота, США. На 2000 год его население составило 600 человек.

## География
По данным Бюро переписи населения США площадь тауншипа составляет 91,6 км², из которых 86,3 км² занимает суша, а 5,3 км² — вода (5,77 %).

## Демография
По данным переписи населения 2000 года здесь находились 600 человек, 225 домохозяйств и 182 семьи. Плотность населения — 7,0 чел./км². На территории тауншипа расположено 232 постройки со средней плотностью 2,7 построек на один квадратный километр. Расовый состав населения: 97,17 % белых, 0,67 % афроамериканцев, 1,00 % азиатов, 0,83 % — других рас США и 0,33 % приходится на две или более других рас. Испанцы или латиноамериканцы любой расы составляли 1,50 % от популяции тауншипа.
Из 225 домохозяйств в 31,6 % воспитывались дети до 18 лет, в 75,6 % проживали супружеские пары, в 3,1 % проживали незамужние женщины и в 18,7 % домохозяйств проживали несемейные люди. 16,0 % домохозяйств состояли из одного человека, при том 7,1 % из — одиноких пожилых людей старше 65 лет. Средний размер домохозяйства — 2,66, а семьи — 2,98 человека.
25,7 % населения — младше 18 лет, 6,3 % — в возрасте от 18 до 24 лет, 21,7 % — от 25 до 44, 33,2 % — от 45 до 64, и 13,2 % — старше 65 лет. Средний возраст — 43 года. На каждые 100 женщин приходилось 111,3 мужчин. На каждые 100 женщин старше 18 приходилось 110,4 мужчин.
Средний годовой доход домохозяйства составлял 50 781 доллар, а средний годовой доход семьи — 51 250 долларов. Средний доход мужчин — 32 250 долларов, в то время как у женщин — 21 346. Доход на душу населения составил 22 399 долларов. За чертой бедности находились 2,7 % семей и 5,2 % всего населения тауншипа, из которых 8,7 % младше 18 и 2,4 % старше 65 лет.